# Fülöpszállás
Fülöpszállás je obec v Maďarsku v župě Bács-Kiskun v okrese Kiskőrös. K 1. lednu 2018 zde žilo 2 103 obyvatel.

## Historie
První písemná zmínka o obci pochází z roku 1124.

## Geografie
Obec je vzdálena asi 20 km severně od okresního města Kiskőrös. Od města s župním právem, Kecskemétu, se nachází asi 35 km západně.

## Doprava
Do obce se lze dostat silnicí z Kaskantyú, Kecskemétu, Kunszentmiklóse a Soltu. Dále jí prochází důležitá železniční trať Budapešť–Kiskunhalas–Subotica–Bělehrad, na které se nachází stanice Fülöpszállás. Ze stanice vychází trať do Kecskemétu, na které však osobní vlaky nejezdí od roku 2007.